# كيابون
الكيابون (الاسم العلمي: Cayaponia) هو جنس من النباتات يتبع الفصيلة القرعية من رتبة القرعيات. وضع عالم النبات البرازيلي أنطونيو لويس باتريسيو دا سيلفا مانسو الاسم العلمي لهذا الجنس نشبة لشعب الكيابو الأصلي في البرازيل.

## أنواع الكيابون
- كيابون التاييويا
- كيابون ساو كايتانو
- كيابون شعري
- كيابون أفريقي
- كيابون أمازوني
- كيابون أمريكي
- كيابون أنبوبي
- كيابون بسيط الأوراق
- كيابون بوليفي
- كيابون بوناري
- كيابون بيروفي
- كيابون بيضوي
- كيابون تسماني
- كيابون ثلاثي
- كيابون ثلاثي الأوراق
- كيابون ثلاثي الفلقات
- كيابون ثنائي الأزهار
- كيابون ثنائي التسنن
- كيابون جلدي
- كيابون رخو
- كيابون رقيق
- كيابون رماني
- كيابون رؤيسي
- كيابون شويكي
- كيابون صدئ
- كيابون صغير الزهرة
- كيابون طويل الأوراق
- كيابون طويل الفلقات
- كيابون عنقودي
- كيابون غديدي
- كيابون غشائي
- كيابون غوياني
- كيابون قاسي
- كيابون قلبي
- كيابون كبير الكأسية
- كيابون كثير الأزهار
- كيابون لاطئ الأزهار
- كيابون لامع
- كيابون متقابل الأوراق
- كيابون متنوع الأوراق
- كيابون مثلث
- كيابون مجعد
- كيابون مسنن
- كيابون نهري
- كيابون هزيل

## صور

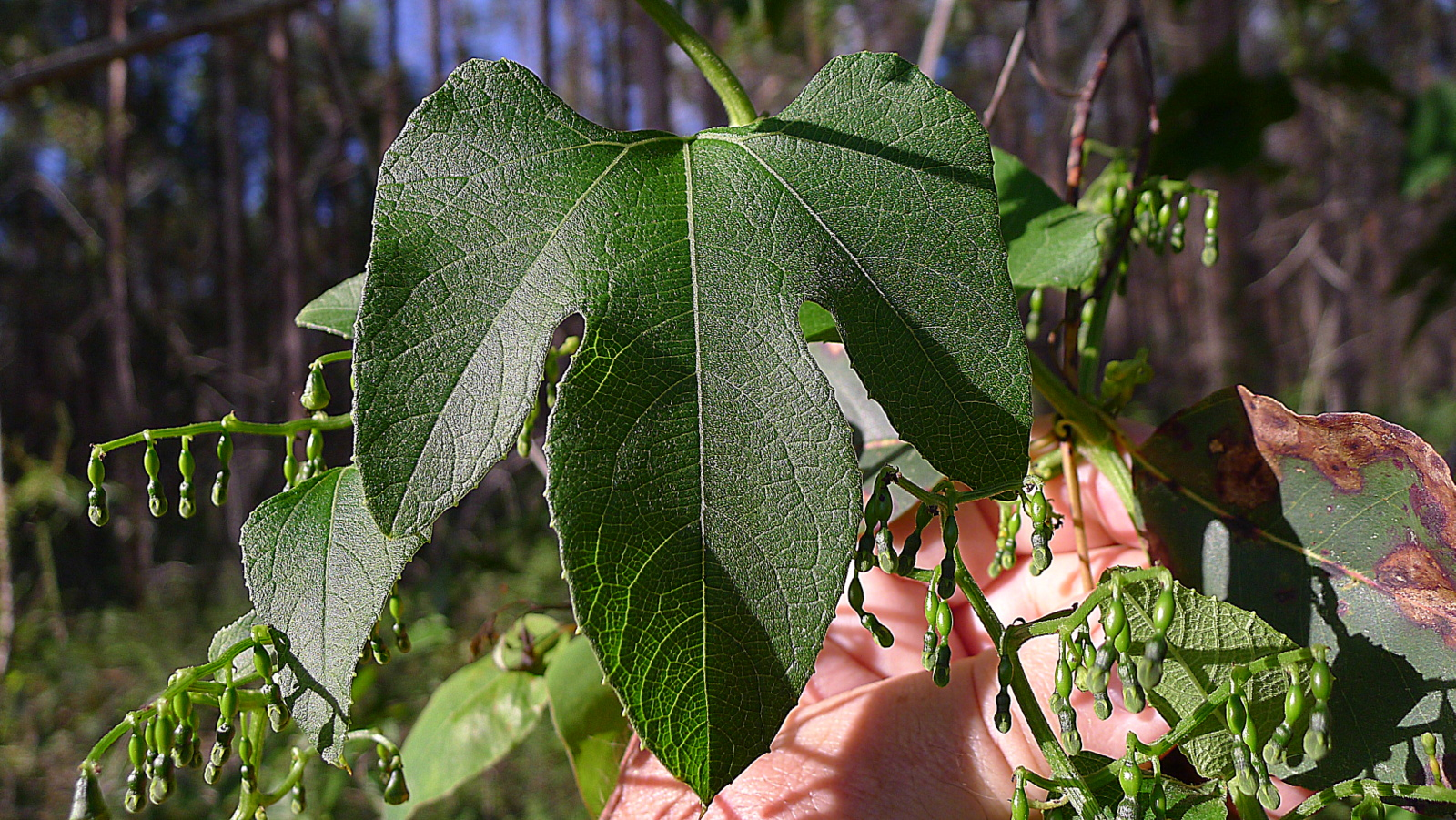
كيابون التاييويا
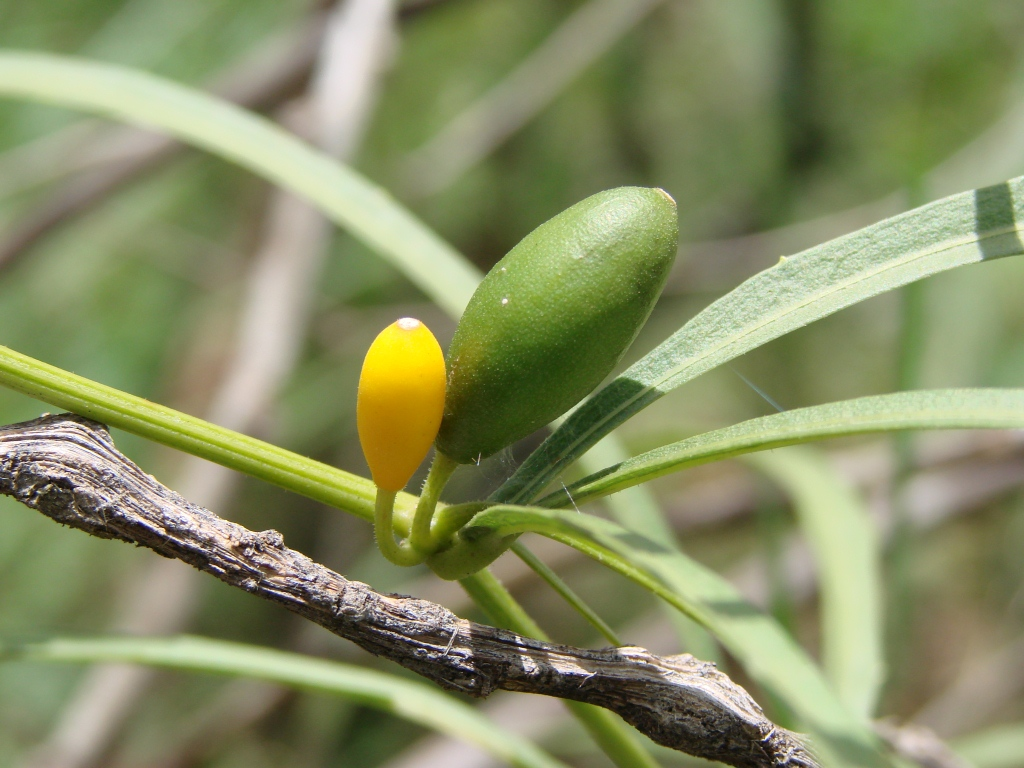
كيابون ساو كايتانو
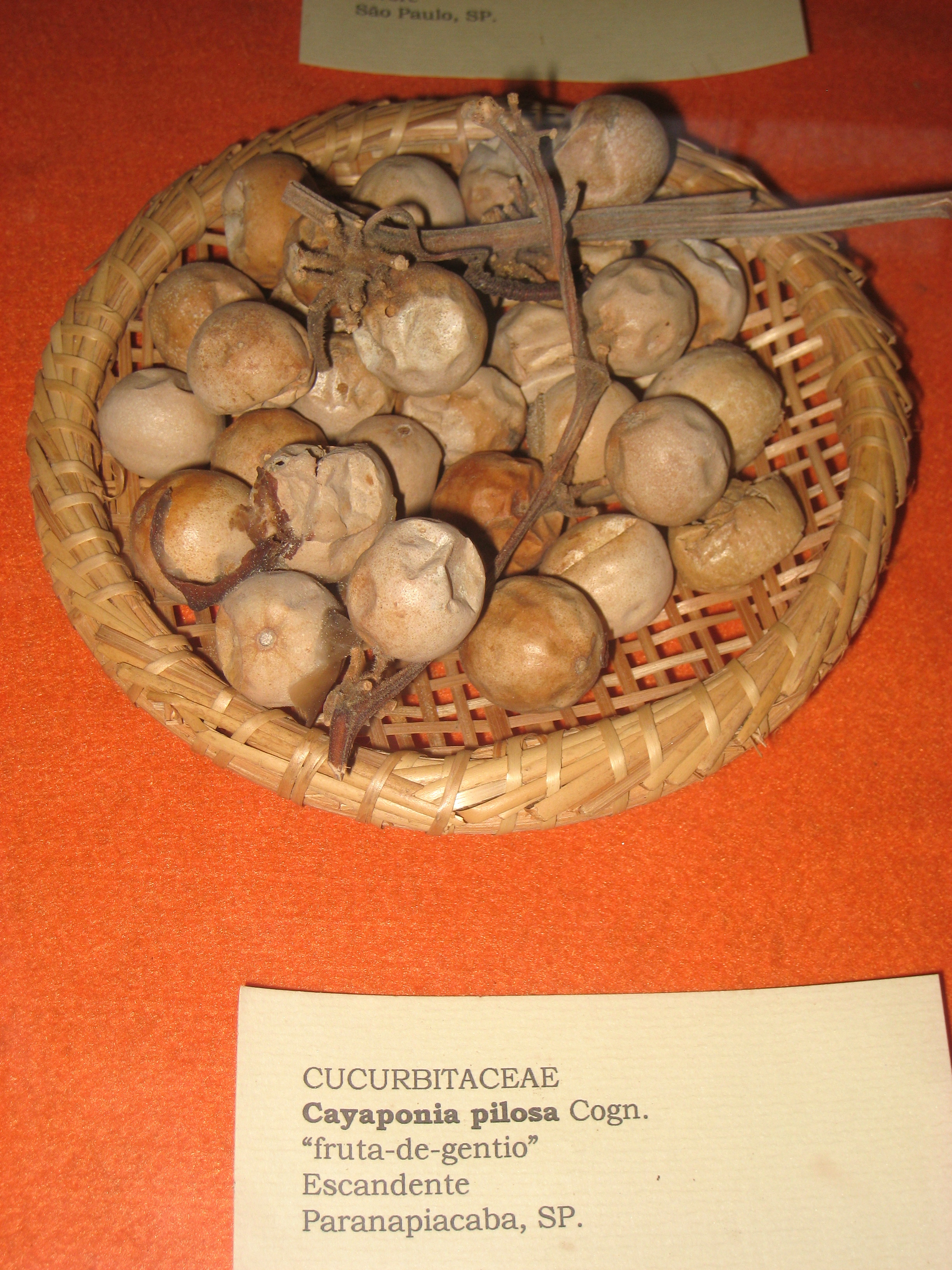
ثمار الكيابون الشعري
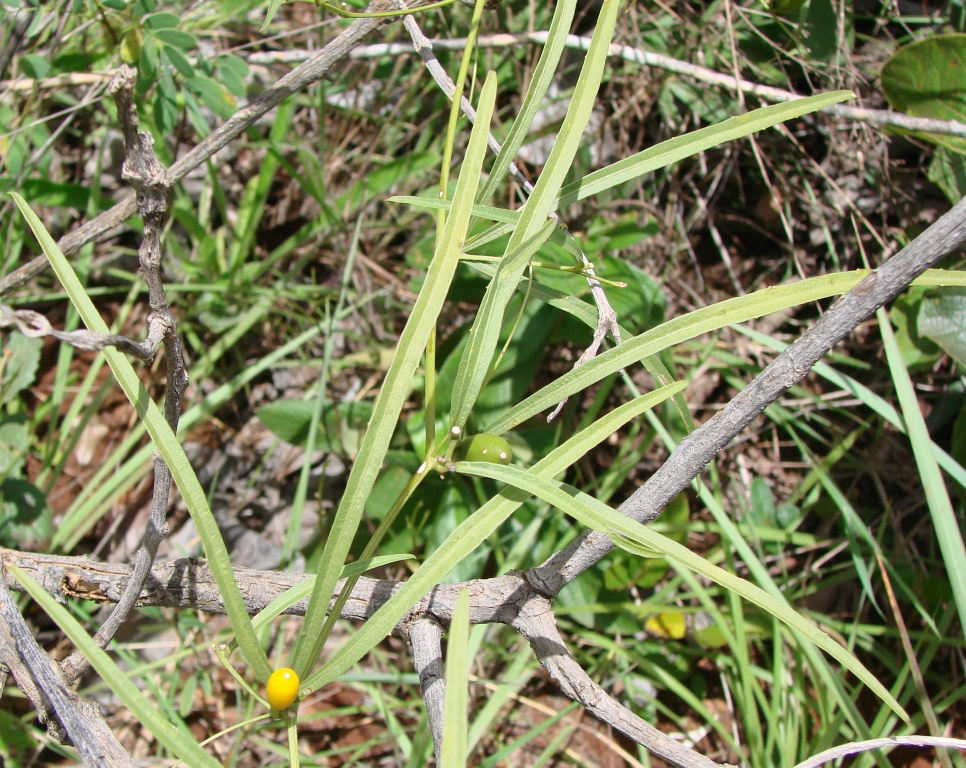
كيابون ساو كايتانو
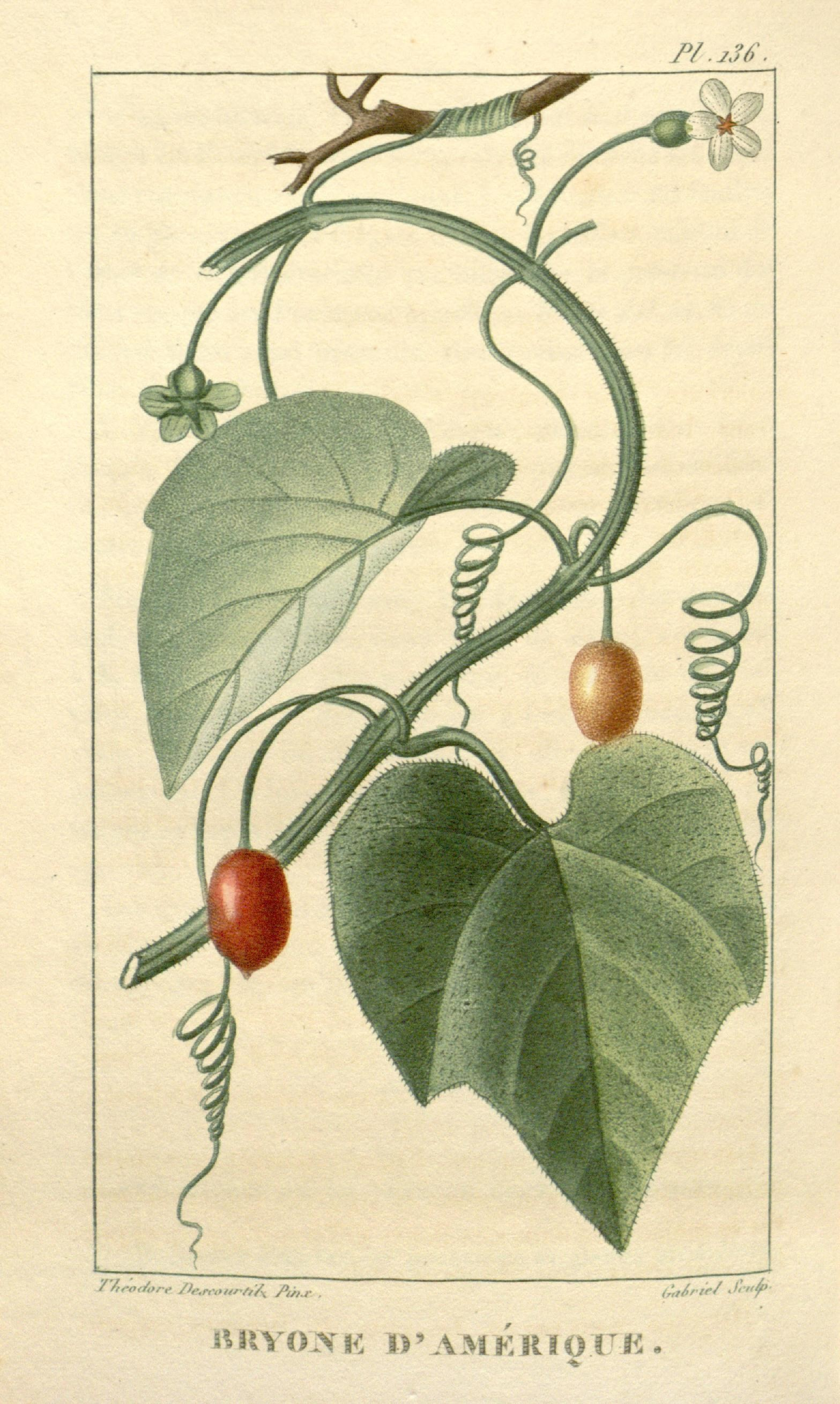
كيابون أمريكي
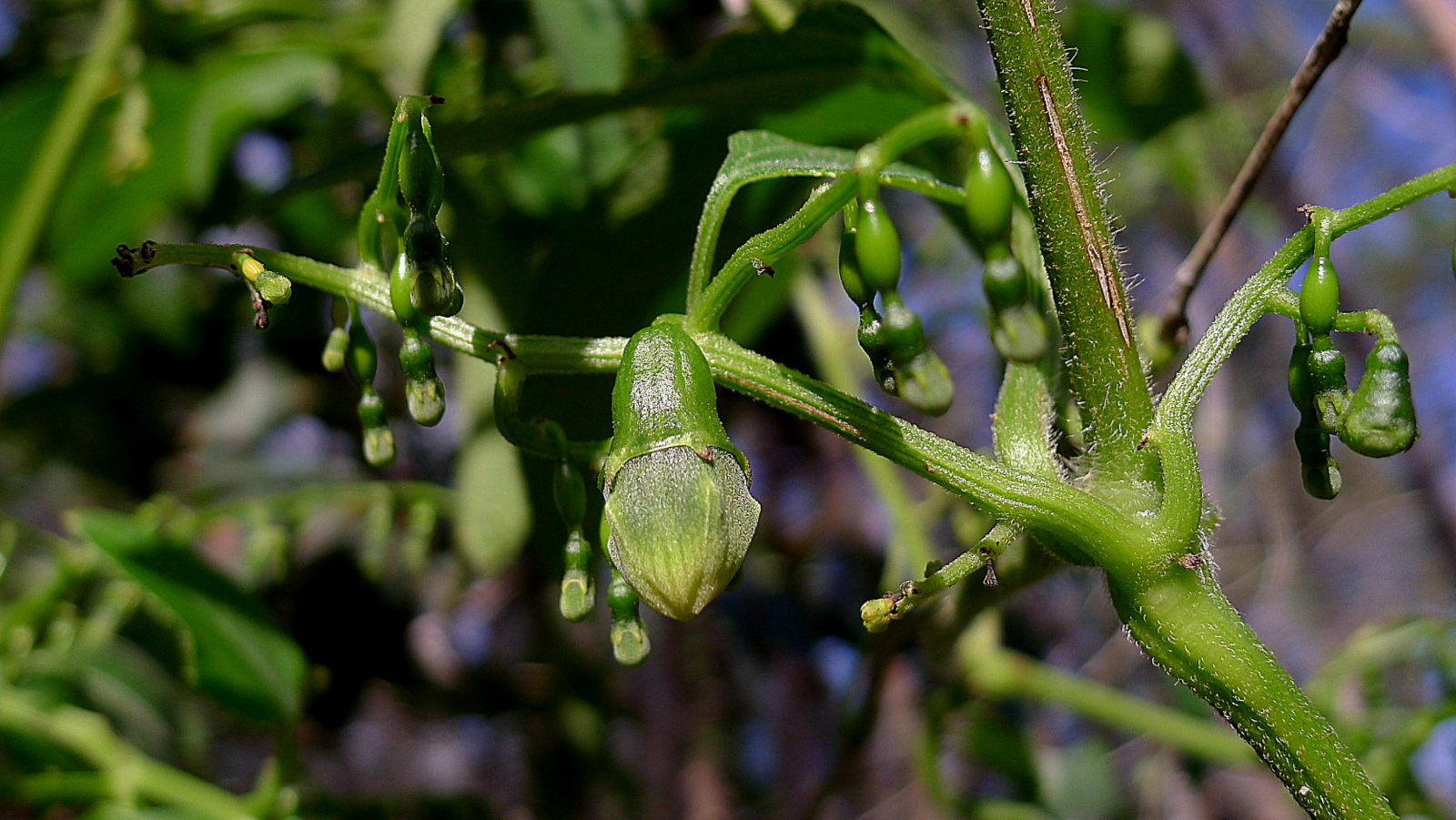
كيابون التاييويا
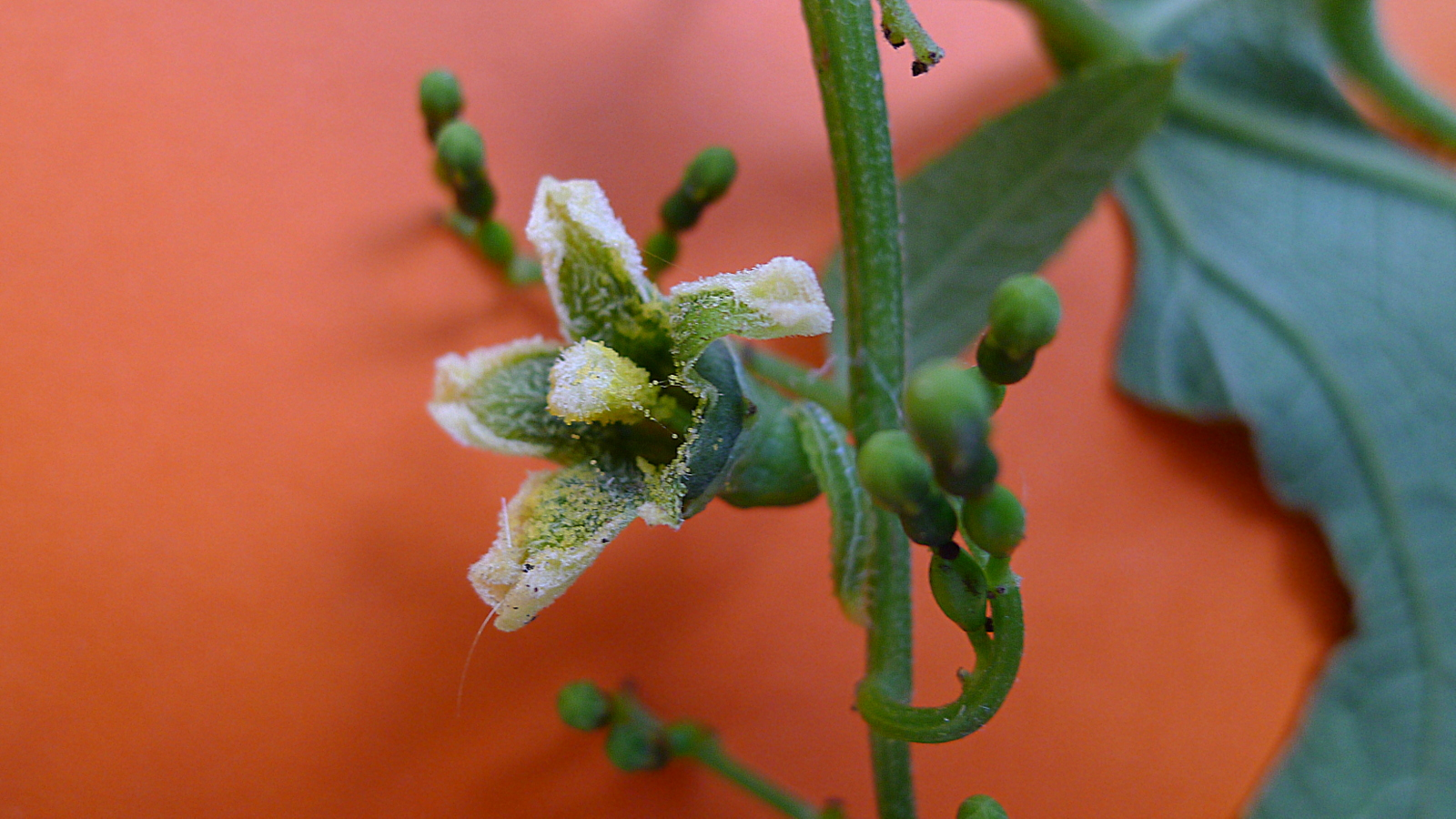
كيابون التاييويا
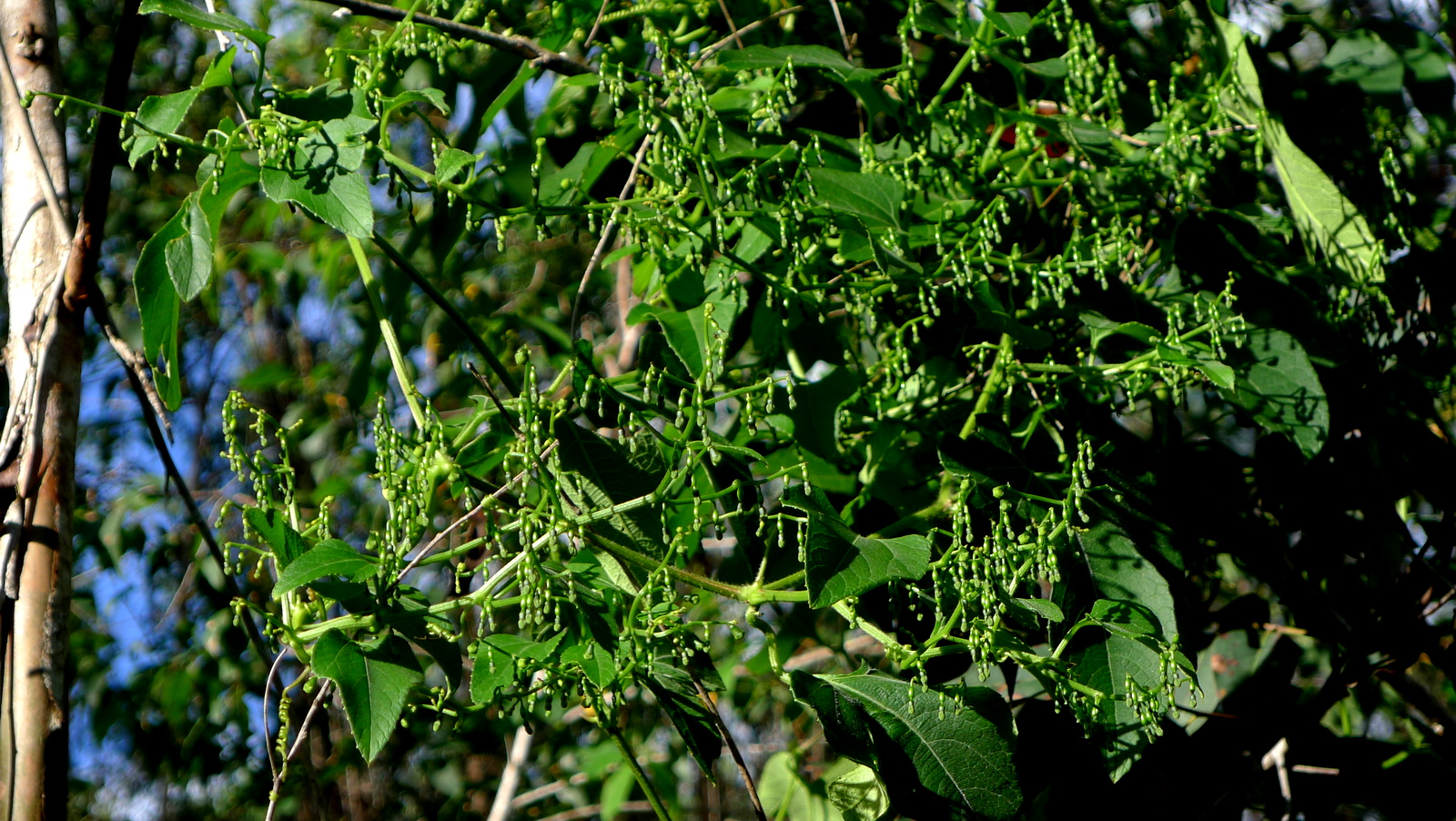
كيابون التاييويا